# Laboratoire sculpture-urbaine
 (mars 2021).

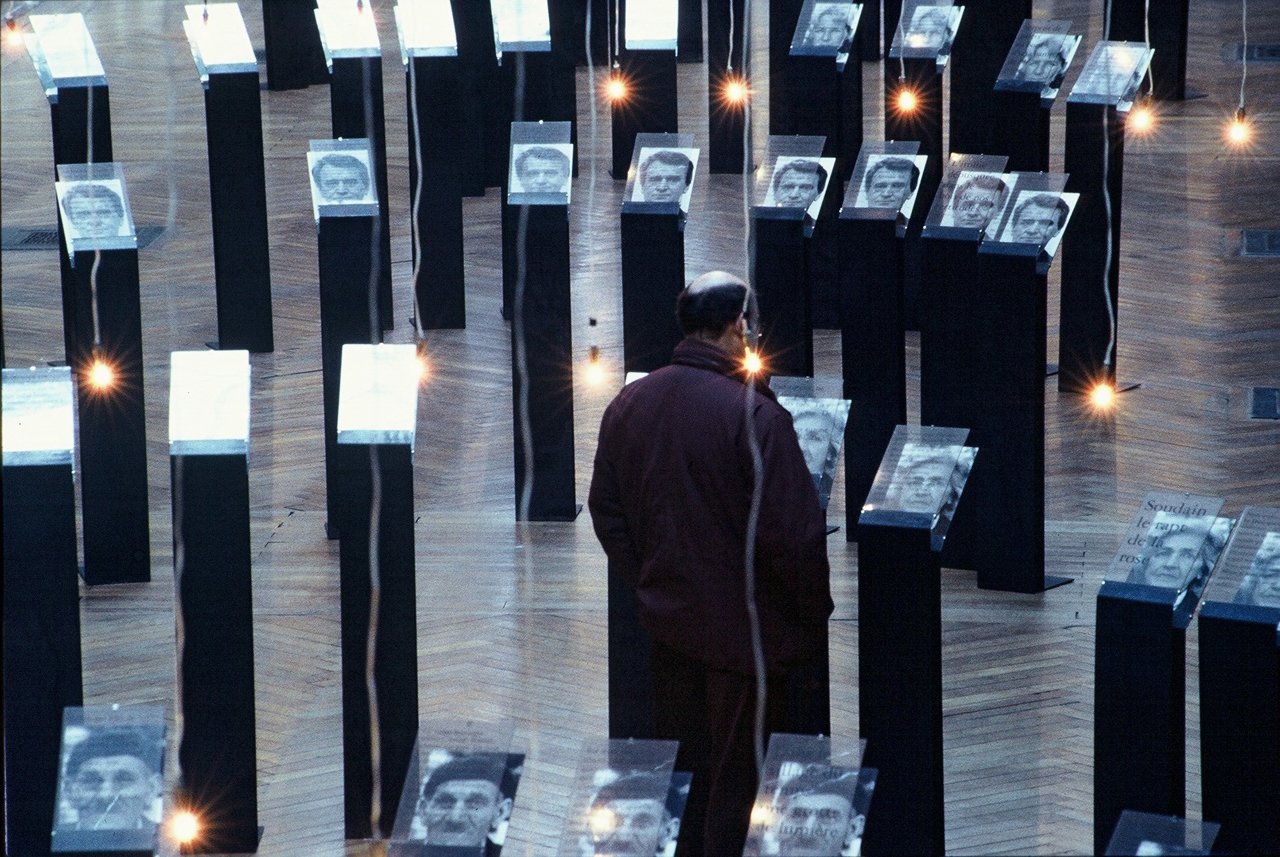
Légende(s) exposition à Sarajevo en 1996. Composition Philippe Mouillon et Maryvonne Arnaud

Le Laboratoire est une structure artistique créée en 1985 par les plasticiens Maryvonne Arnaud et Philippe Mouillon.
Elle compose des installations artistiques d’échelle urbaine et des expositions traduisant les réalités urbaines contemporaines et les enjeux de sociétés. Ces interprétations territoriales ambitionnent de renouveler l’espace public en le scénarisant et le représentant autrement. On peut rapprocher cette démarche de celle d’équipes comme Multiplicity (it) à Milan ou Rimini Protokoll à Berlin.

## Description
Chaque installation est spécifique et entre en résonance avec des contextes urbains et sociaux très diversifiés : des mégapoles multiraciales et multiculturelles comme Rio de Janeiro, Vancouver ou Johannesburg, des milieux ébranlés comme Sarajevo ou Tchernobyl, des villes françaises et européennes comme Lyon, Marseille, Cologne….
La singularité de cette approche a conduit le LABORATOIRE à mettre en œuvre des alliances disciplinaires toujours plus complexes afin de mieux saisir la complexité humaine des situations contemporaines. Plasticiens, écrivains, géographes, urbanistes, philosophes, sociologues, compositeurs, plusieurs centaines d’auteurs, disséminés dans le monde, ont été associés au fil du temps à participer à ce patient travail transversal.
Parmi les invités de ce milieu-associé, des plasticiens (William Kentridge, Ester Grinspum, Rachid Koraichi, Sumi Wakiro, Jeremy Wood), des écrivains (Jacques Lacarrière, Patrick Chamoiseau, Abdelwahab Meddeb, Céline Minard…), des architectes, urbanistes et géographes (Augustin Berque, Stefano Boeri, François Ascher), des philosophes, (Daniel Bougnoux, Bernard Stiegler, Yves Citton), des sociologues (Pierre Sansot, Henry Torgue) et des critiques d'art (Pierre Restany, Fei Dawei)...

## Chronologie

### Les débuts
Deux projets démarquent et singularisent Laboratoire dès son origine :

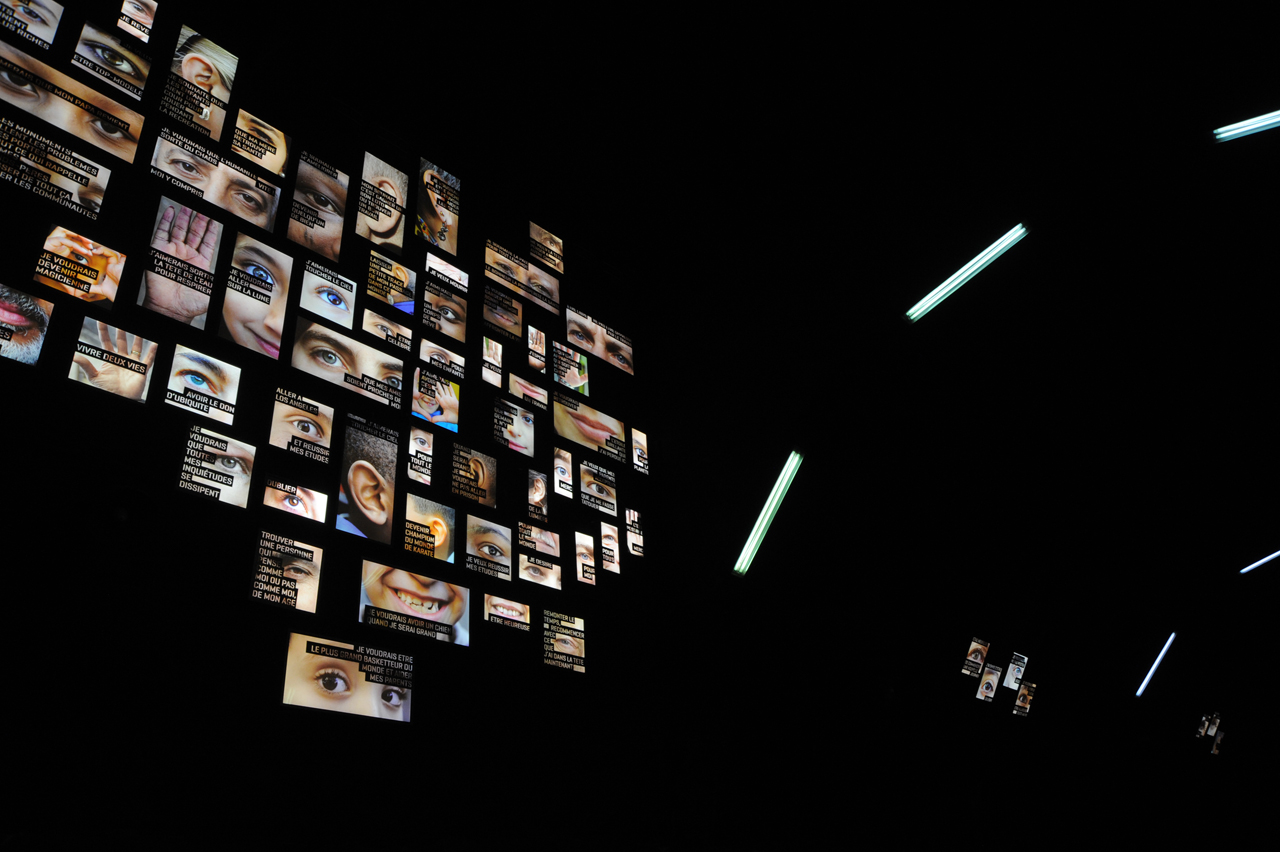
Installation urbaine Ex-voto de Maryvonne Arnaud et Philippe Mouillon / tunnel National / Marseille 2013

- Installation urbaine Ex-voto de Maryvonne Arnaud et Philippe Mouillon / tunnel National  / Marseille 2013Façades imaginaires créé en 1989 à Grenoble par Philippe Mouillon qui associe dans une œuvre locale mais planétaire 150 plasticiens disséminés sur les cinq continents[2],[3],[4] alors que l’art contemporain n’est abordé alors que depuis le monde occidental.
- Façade de papiers sensibles créée par Maryvonne Arnaud en 1987, puis présentée à Arles en 1990 pour les Rencontres internationales de la photographie[5] où la photographie est pour la première fois monumentalisée à l’échelle urbaine.

### Activités internationales
En 1992, Judith Mastai responsable des programmes publics au musée d’art contemporain de Vancouver(Vancouver Art Gallery) repère les potentialités de ces nouvelles approches artistiques et propose de recevoir Maryvonne Arnaud et Philippe Mouillon comme artistes en résidence. Laboratoire va désormais développer des installations et des projets sur la scène internationale. En voici quelques exemples :
- Corpus, une étude photographique à l’initiative de La Laiterie de Strasbourg en 1993 où Maryvonne Arnaud travaille sur les identités lynchées en Europe notamment Tchernobyl, et la Yougoslavie de « l’épuration ethnique »[7]. L’œuvre sera présentée au Centre Georges-Pompidou en 1994 (exposition La ville[8]) et au mois de la photographie à Paris en 1995.
- Arcos da Lapa, à Rio de Janeiro en 1996 à l’invitation de l’Alliance Française du Brésil où Philippe Mouillon invite 15 critiques d’art puis 150 plasticiens du monde à participer à une installation à la démesure planétaire de cette ville de plus de 10 millions d'habitants[9],[10].
- Légendes, une installation en forme d’hypertexte, associant 12 écrivains disséminés en Europe pour interpréter les altérités contemporaines à l'heure de l'épuration ethnique. Crée à Sarajevo en 1996 puis présentée à l’ONU en 1997[11],[12].
- Face to face (Johannesburg / 2000, à l’invitation de l'Institut français d'Afrique du Sud, de l'UNESCO et de la ville de Johannesburg[13]) est une œuvre disséminée dans le réseau de transport en commun de Johannesburg pour tenter d’en suturer les béances raciales.
- Répliques, (Alger / 2003), est une installation d’ombres et de lumières associant des plasticiens du monde entier, conçue pour contribuer à l’émergence d’un espace public qui ne soit pas ancré dans le repli identitaire [14],[15].
- ·Bendskins, (Douala, Cameroun / 2007), associe les pilotes de moto-taxis informelles de la ville afin de les inclure socialement en disséminant publiquement les récits de leurs vies fragiles (collecte effectuée par Lionel Manga).
- Babel une étude menée de 2010 à 2012 par Maryvonne Arnaud de Tokyo à Johannesburg, Gdansk ou Mexico sur les mises en scène corporelles et sensibles des individus constituant l’humanité d’aujourd’hui ; à la demande du musée des Confluences.
- Mauvais temps, une étude engagée en 2016 sur les migrations contemporaines en Méditerranée, où Maryvonne Arnaud amplifie un nouveau mode narratif d’images qui distingue son approche du flux médiatique et renouvelle l’attention[16].

### Approches locales collaboratives
Depuis 2003, Laboratoire développe un nouvel axe de recherche intitulé local-contemporain autour des formes et pratiques sociales ordinaires en associant chercheurs, pédagogues et artistes.
Cette stratégie d’interrogation hyperlocale est développée avec une attention soutenue pour l’échelle mondiale des mutations et pour la foisonnante complexité des temporalités à l’œuvre. Le cycle local-contemporain tente de mettre en forme des systèmes de traductions, de nouvelles énonciations afin d’affiner le regard sur des formes émergentes souvent extrêmement riches, mais qui ne correspondent pas, ou ne correspondent plus, à l’image connue et assimilée de la réalité .
Local-contemporain propose des œuvres collaboratives :
- C’est dimanche !, une collection aléatoire de photographies créée en 2005 présentait au Musée de Grenoble et dans les rues de la ville comment chacun se met en scène le dimanche, perçoit les siens et les autres, comprend le paysage autour de lui.
- Exposure, créé en 2008, propose d’interroger la peur et la précarité comme nouveau mode de gouvernance (exposition à Cologne à l’initiative de Plan 07) puis à Grenoble en collaboration avec le Musée de Grenoble[19].
- Collection de collections, en 2013, propose à la population d’une ville de mettre en commun ses passions intimes[20]. Ce cabinet de curiosités à l'échelle urbaine a été présenté à l'initiative de Marseille Provence 2013 qui a produit d'autre part l'installation urbaine Ex-voto de Maryvonne Arnaud dans le tunnel National.

et des ressources éditoriales :
- Dépaysements, local-contemporain 12 (2021) Auteurs associés : Alexandra Engelfriet, Catherine Grout, Marc Higgin, Gilles Clément, Jean-Christophe Bailly, Marie-Pascale Dubé…

- Paysage-animal, local-contemporain 11 (2019) Auteurs associés : Yves Citton, Yoann Bourgeois, Nastassja Martin, Abraham Poincheval, Alexandra Arènes, Bruno Caraguel, Daniel Bougnoux…

- Paysage en mouvements,local-contemporain 10 (2018) Auteurs associés : Martin Vanier, Éric Bourret, Caroline Duchatelet, Mathias Poisson, Isabelle Raquin, Olivier de Sépibus …

- Paysages singuliers, paysage pluriel, local-contemporain 09 (2017) Auteurs associés : Antoine Choplin, Michael Jakob, François Jullien, Marie-Hélène Lafon, Céline Minard, Alain Roger …

- Collection de collections, local-contemporain 08 (2014) Auteurs associés : Daniel Bougnoux, Yves Citton, Antoine de Galbert, Jean Guibal, Patrice Meyer-Bisch, Guy Tosatto …
- Un monde en soi, local-contemporain 07 (2013) Auteurs associés : Maryvonne Arnaud, Patrick Chamoiseau, Daniel Bougnoux, Yves Citton
- Points de repère, local-contemporain 06 (2011) Auteurs associés : Patrick Chamoiseau, Bernard Stiegler, Daniel Bougnoux, Thanh Nghiem, Chris Younes …
- Foules, local-contemporain 05 (2009) Auteurs associés : Daniel Bougnoux, Jean-Pierre Chambon, Luc Gwiazdzinski …
- Le précaire, questions contemporaines, local-contemporain 04 (2008) Auteurs associés : Bruno Latour, Yves Citton, Janek Sowa, Stefano Boeri, Lionel Manga, Maryvonne Arnaud …
- Ville invisible, local-contemporain 03 (2007) Auteurs associés : François Ascher, Dominique Schnapper, Natacha de Pontcharra, Aneta Grzeszykowska & Jan Smaga …
- C’est Dimanche !, local-contemporain 02 (2005) Auteurs associés : Bernard Stiegler, Pierre Sansot, Jean Yves Boulin, Eugène Savitzkaya, Ghania Mouffok …
- Vous êtes ici, éditions local-contemporain 01 (2004) Auteurs associés : Patrick Chamoiseau, Pierre Sansot, Yves Chalas, Maryvonne Arnaud …

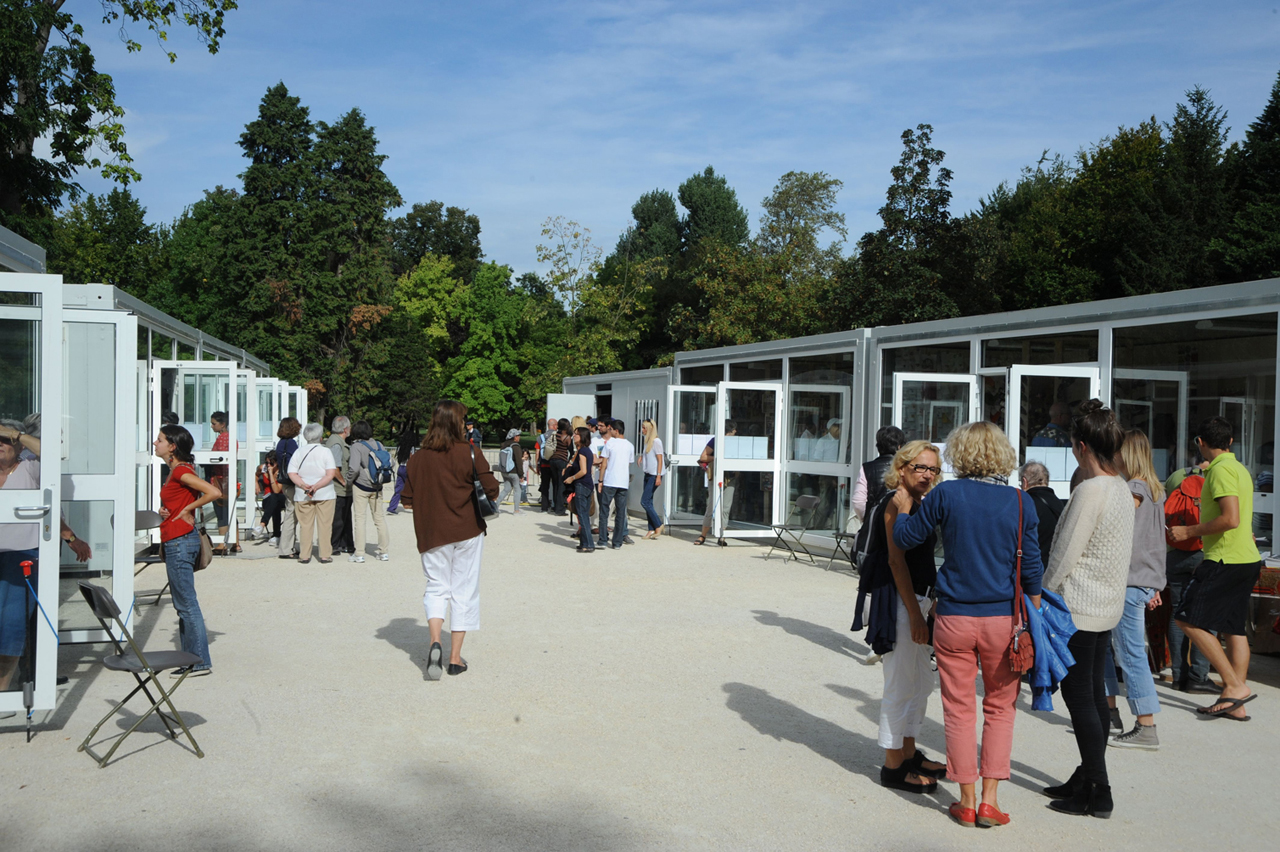
Collection de collections installation itinérante confrontant les imaginaires intimes des habitants (Marseille 2013 / Grenoble, 2014)

De 2016 à 2020, Laboratoire a développé la ligne artistique de paysage>paysages, une plateforme d’innovation territoriale et de prospective autour du paysage, portée par le Département de l’Isère sur les 7431 km2de son territoire.